# Farmanguinhos
Instituto de Tecnologia em Fármacos, mais conhecido pelo nome Farmanguinhos, foi fundado em 1976 e é uma unidade técnico-científica pública brasileira da Fundação Oswaldo Cruz (Fiocruz), que atua de forma multifacetada nas áreas de educação, pesquisa, inovação tecnológica, desenvolvimento laboratorial e produção de medicamentos. 
Seus campi estão localizados no estado do Rio de Janeiro, sendo o sede e principal em Jacarepaguá, chamado Campus Complexo Tecnológico de Medicamentos (CTM), no qual é realizada a produção dos medicamentos. Possui ainda o tradicional campus de Manguinhos, onde se concentram as atividades de pesquisa e ensino, além dos campi Hélio Fraga e Mata Atlântica, em Curicica.
Farmanguinhos se destaca por ser um dos principais laboratórios públicos oficiais do Brasil e é o principal fornecedor de medicamentos ao SUS, especialmente para o tratamento da tuberculose, HIV/AIDS e malária, sendo um dos protagonistas do Complexo Econômico e Industrial da Saúde (CEIS). 

## Histórico
O Ministério da Saúde (MS) criou, em 1956, um serviço de investigação e produção de medicamentos, visando o combate às endemias rurais. Vinte anos mais tarde, o laboratório foi ampliado e definitivamente integrado à Fundação Oswaldo Cruz (Fiocruz). Era o início do Instituto de Tecnologia em Fármacos - Farmanguinhos. Superando expectativas e demandas, Farmanguinhos é hoje um dos mais importantes laboratórios oficiais, garantindo à população o acesso a medicamentos essenciais.
A Unidade tem como meta ser um centro de referência em pesquisa, tecnologia e produção de medicamentos. Para atingir essa meta, estabeleceu como estratégia a promoção de parcerias com os setores público e privado para a produção de fármacos oriundos de plantas ou síntese química e para o desenvolvimento de formulações farmacêuticas.

## Produção de medicamentos
Farmaguinhos trabalha na produção de um alterative barato à droga dos anti-SIDA, Efavirenz. O Instituto de Tecnologia em Fármacos da Fiocruz (Farmanguinhos) é o maior fornecedor público de remédios genéricos destinados ao tratamento de portadores do vírus HIV.
O laboratório atua também na produção de outros medicamentos visando a atender ao Sistema Único de Saúde (SUS), como antirretrovirais voltados ao tratamento de soropositivos, e o cabergolina, que tem por objetivo combater o excesso do hormônio feminino prolactina, responsável pela produção de leite.
Em 2012, fechou um acordo com a multinacional GlaxoSmithKline, para produzir o antibiótico Amoxil, fruto de um acordo de cooperação, indicado no tratamento de infeccões bacterianas.

## Ligações Externas
Sítio oficial
Arquivo institucional de Farmanguinhos